# Giovanni Silvestri
Giovanni Silvestri (Gênova, 24 de outubro de 1858 – Milão, 27 de maio de 1940) foi um empresário, dirigente esportivo e político italiano.

## Biografia

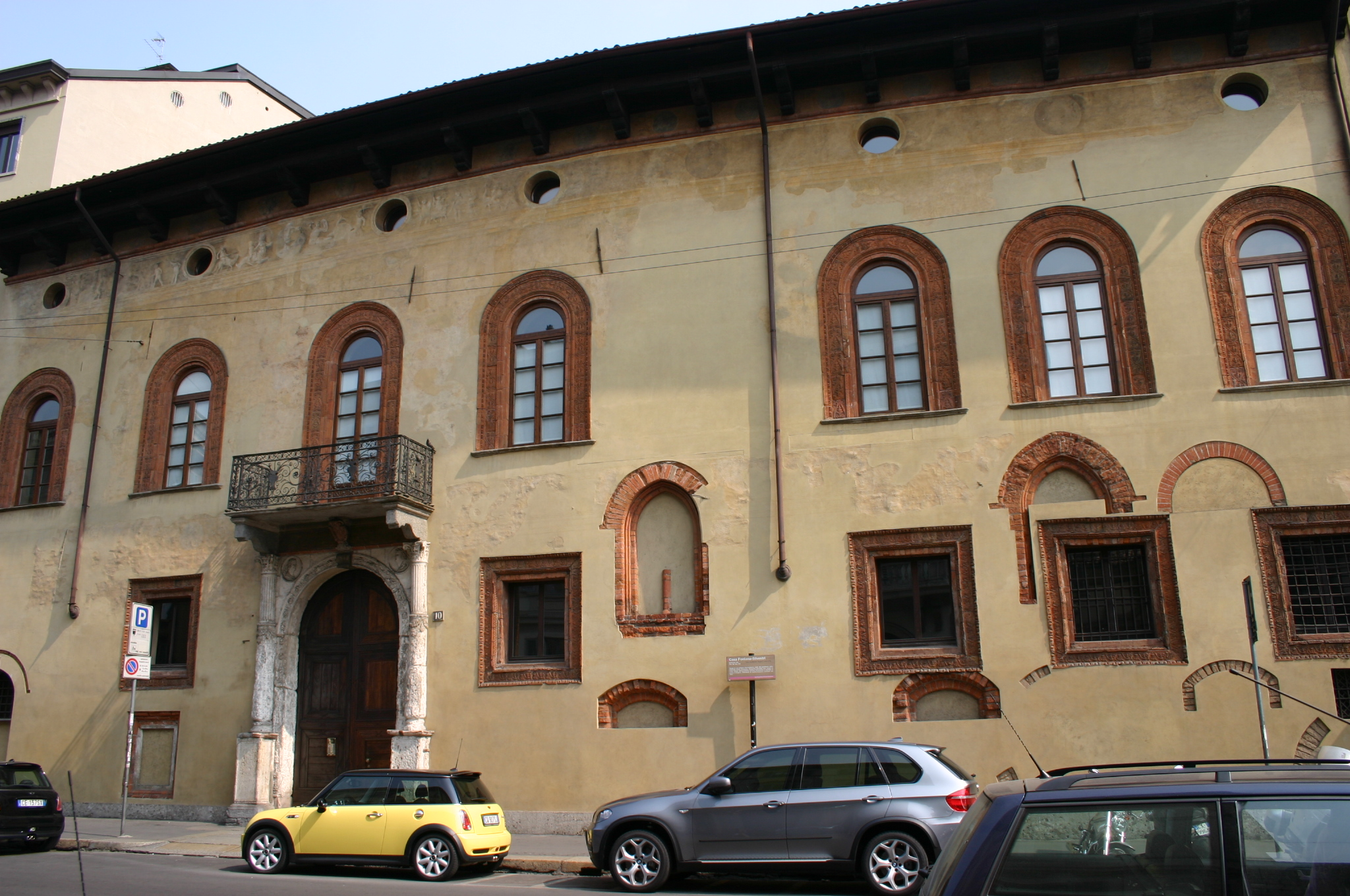
A casa onde Giovanni Silvestri viveu em Milão

Nasceu em Gênova em 1858, filho do engenheiro Girolamo Silvestri e de Maria Sarti. Giovanni morou durante a infância no Palácio Silvestri em Sovere e mudou-se para Milão a negócios, onde casou-se com Maria Volpi Bassani.
Em Milão, tornou-se proprietário da Miani e Silvestri, fundada como Officine Miani, Venturi & C. em 1880 por seu pai, Venturi Prospero (que morreu em 1881, e a empresa passou a chamar-se Miani, Silvestri & C) e Giovanni Miani, este ex-sócio de uma das mais antigas empresas de Milão, a Grondona, Miani e Zambelli, e como esta, fabricante de carruagens puxadas por cavalos e outros veículos. Em 1890, ele construiu uma nova fábrica entre Vigentino e Morivione para desenvolver a produção de aço. A empresa também trabalhava com mecânica pesada (locomotivas ferroviárias) e em 1899 incorporou a Grondona, Comi & C. (antiga Grondona, Miani e Zambelli), assumindo o nome de O. M. (Officine Meccaniche), que mais tarde se tornaria uma subsidiária do grupo FIAT.
Em 1905, com a transferência da sede da Federação Italiana de Futebol (FIGC) de Turim para Milão, Giovanni Silvestri assumiu o cargo de presidente da entidade e permaneceu no cargo até 1907. Foi presidente da Confindustria no período 1919–1920, precedido por Giovanni Battista Pirelli e sucedido por Ettore Conti di Verampio. Em 1924, tornou-se senador do Reino de Itália.
Morreu sem deixar herdeiros em 27 de maio de 1940, e por vontade própria, o palácio da família foi doado para obras de caridade e destinado para a assistência de pacientes com tuberculose.

## Reconhecimento
Entre as honrarias que recebeu, podemos citar:
- Cavaleiro de Grã-Cruz da Ordem da Coroa da Itália em 5 de agosto de 1871;
- Oficial da Ordem da Coroa da Itália em 3 de janeiro de 1892;
- Comendador da Ordem da Coroa da Itália em 1 de julho de 1894;
- Grande-Oficial da Ordem da Coroa da Itália em 20 de novembro de 1910;
- Comendador da Ordem dos Santos Maurício e Lázaro em 20 de janeiro de 1924.[1]